# Seritteri
I seritteri o ghiandole sericigene sono tipi di ghiandole specializzate dei ragni, dette anche ghiandole filatrici, che secernono fili di seta sottilissimi per scopi vari e diversificati: dalla costruzione della tana, all'imbozzolamento delle uova, per la costruzione della ragnatela, eccetera.
Allo stato attuale delle ricerche si distinguono 6 o 7 tipi di ghiandole sericigene, distinti in base alla funzione della tela che filano:
- Glandula aggregata, serve a produrre il materiale più colloso, dove si invischieranno le prede dei ragni;
- Glandulae ampullaceae major e minor, secernono un tipo di seta per tele poco vischiose, su cui i ragni stessi possono camminare;
- Glandulae pyriformes, secernono la seta per le tele poste in posizione verticale;
- Glandulae aciniformes, servono a produrre seta adatta all'imbozzolamento e conservazione della preda;
- Glandulae tubuliformes, secernono la seta con cui il ragno fodera la parte più interna della sua tana e il bozzolo per il sacco ovigero;
- Glandulae coronatae, servono al ragno per produrre ragnatele adesive.

Le varie famiglie di ragni posseggono solo alcune di queste ghiandole, non tutte insieme.